# Paul Janet
Paul Janet (París, 30 de abril de 1823-París, 4 de octubre de 1899) fue un filósofo francés, escritor, profesor de ética en la ciudad de Bourges (1845-1848) y de la Universidad de Estrasburgo (1848-1857); además fue profesor de lógica en el lycée Louis-le-Grand de París (1857-1864). En 1864 fue nombrado catedrático de filosofía en la Universidad de la Sorbona, y miembro de la "Academia de Ciencias Morales y Políticas".
Se distinguió como una de las personalidades más destacadas del idealismo francés durante el siglo XIX.
Fue seguidor de Victor Cousin, y a través de él, también lo fue de Georg Hegel. Su principal trabajo, Teoría de la moral, se lo debe, en gran medida, a Immanuel Kant.

## Obras (en francés)
- Essai sur la dialectique dans Platón et dans Hegel (1855)
- La Famille : Leçons de philosophie morale (1855) Texte en ligne
- Le Matérialisme contemporain en Allemagne : Examen du système du docteur Büchner (1864) Texte en ligne
- La Crise philosophique. MM. Taine, Renan, Llttré et Vacherot (1865) Texte en ligne
- Le Cerveau et la pensée (1867)
- Éléments de morale (1870)
- Histoire de la science politique dans ses rapports avec la morale (2 volumes, 1872). Nouvelle édition de l'Histoire de la philosophie morale et politique dans l’antiquité et les temps modernes (2 volumes, 1858) Texte en ligne 1 2
- Les Problèmes du XIXe slècle : la politique, la littérature, la science, la philosophie, la religion (1872) Texte en ligne
- La Morale (1874) Texte en ligne
- Philosophie de la Révolution française (1875) Texte en ligne
- Les Causes finales (1877) Texte en ligne
- Saint-Simon et le Saint-Simonisme (1878)
- La Philosophie française contemporaine (1879)
- Traité élémentaire de philosophie, à l'usage des classes (1884) Texte en ligne
- Les Maîtres de la pensée moderne (1883) Texte en ligne
- Les Origines du socialisme contemporain (1883) Texte en ligne
- Victor Cousin et son œuvre (1885) Texte en ligne
- Éléments de philosophie scientifique et de philosophie morale (1890)  Texte en ligne
- Principes de métaphysique et de psychologie : Leçons professées à la Faculté des lettres de Paris, 1888-1894 (2 volumes, 1897).